# Alpes de Pusteria
Os Alpes de Pusteria  (em alemão:  Villgratner Berge ou Deferegger Alpen) é um maciço montanhoso que se encontram nas regiões do Tirol, e na  Província autónoma de Bolzano da Itália. O cume mais alto é o  Monte Collalto - Hochgall em alemão - com 3.436 m.
O nome provém por do Vale Pusteria  onde se encontra estes alpes.

## Localização
Os Alpes de Pusteria têm da mesma secção alpina a Norte os Alpes Tauern,  e a Sudoeste os Alpes de Zillertal.
De outras secções, tem a Sudeste os dois alpes que constituem os Alpes Cárnicos e de Gail, e a Sudoeste as Dolomitas de Sesto, de Braies e de Ampezzo,

## SOIUSA
A Subdivisão Orográfica Internacional Unificada do Sistema Alpino (SOIUSA) dividiu os Alpes em duas grandes Partes: Alpes Ocidentais e Alpes Orientais, separados pela linha formada pelo  Rio Reno - Passo de Spluga - Lago de Como - Lago de Lecco.
A secção alpina dos Alpes do Tauern ocidentais é formada pelos Alpes de Zillertal , Alpes Tauern, Alpes de Pusteria e o Grupo de Kreuzeck.

### Classificação  SOIUSA
Segundo a SOIUSA este acidente geográfico é uma Sub-secção alpina com as seguintes características:
- Parte = Alpes Orientais
- Grande sector alpino = Alpes Orientais-Centro
- Secção alpina = Alpes do Tauern ocidentais
- Sub-secção alpina =  Alpes de Pusteria
- Código = II/A-17.III